# Aulocyathus atlanticus
Aulocyathus atlanticus är en korallart som beskrevs av Zibrowius 1980. Aulocyathus atlanticus ingår i släktet Aulocyathus och familjen Caryophylliidae. Inga underarter finns listade i Catalogue of Life.